# (12702) Panamarenko
(12702) Panamarenko est un astéroïde de la ceinture principale.

## Description
(12702) Panamarenko est un astéroïde de la ceinture principale. Il fut découvert le 22 septembre 1990 à La Silla par Eric Walter Elst. Il présente une orbite caractérisée par un demi-grand axe de 2,55 UA, une excentricité de 0,17 et une inclinaison de 2,1° par rapport à l'écliptique.

## Compléments